# 최외각 전자
최외각전자(最外殼電子)는 원자를 구성하는 전자 중 가장 바깥 쪽에 있는 궤도전자를 의미한다.

## 원자가 전자와의 비교
원자가 전자는 반응에 참여할 수 있는 기능성을 가진 전자의 수를 의미한다. 따라서 헬륨과 같은 비활성 기체의 최외각 전자는 원자가 전자와는 달리 0개가 아닌 외각의 궤도전자의 총 수를 일컫는다.
원자가전자 = ㅣ최외각전자-8ㅣ

## 같이 보기
- 원자가 전자
- 전자껍질